# (100) Hekate
(100) Hekate – planetoida występująca w pasie głównym planetoid.

## Odkrycie
Została odkryta 11 czerwca 1868 roku w Detroit Observatory w mieście Ann Arbor przez Jamesa Watsona. Nazwa planetoidy pochodzi od Hekate, bogini czarów, magii, nekromancji, widm i rozdroży w mitologii greckiej.

## Orbita
(100) Hekate jest obiektem o średnicy ok. 89 km, krążącym w średniej odległości nieco powyżej 3 jednostek astronomicznych od Słońca, na co potrzebuje 5 lat i 159 dni. Wiruje wokół własnej osi w czasie ok. 13 godzin. Planetoida należy do rodziny planetoidy Hygiea.